# 中国丝绸博物馆
中国丝绸博物馆位于中国浙江省杭州市上城区玉皇山路73-1号(近南山路)，是第一座全国性的丝绸专业博物馆，也是世界上最大的丝绸博物馆。

## 简介
馆内藏有新石器时代起各个历史时期的与丝绸相关的文物。中国丝绸博物馆占地5公顷，建筑面积8000平方米，陈列面积5000平米。1992年2月26日正式对外开放，2004年起对公众免费开放。2012年11月15日，中国丝绸博物馆被国家文物局核定为第二批国家一级博物馆。
2015年8月1日，博物馆实施闭馆进行整体改扩建。2016年9月初G20杭州峰会期间，升级后的博物馆先后接待了阿根廷总统夫人胡莉安娜·阿瓦达，加拿大总理夫人苏菲·格雷戈瓦·特鲁多，土耳其总统夫人埃米内·埃尔多安，联合国秘书长夫人柳淳泽和世界贸易组织总干事夫人Maria Azevêdo等嘉宾。2016年9月23日，新馆正式对外开放，改扩建后的博物馆有展陈面积一万平米，总面积四万平米。

## 组织机构
中国丝绸博物馆下设馆部、办公室、社会教育部、陈列保管部、技术部等部门。2000年，经国家文物局批准，成立中国纺织品鉴定保护中心。2010年10月，国家文物局评定批准设立纺织品文物保护国家文物局重点科研基地。
- 中国纺织品鉴定保护中心

2000年10月20日经国家文物局批准挂牌成立，是该领域的权威机构。下设鉴定、清洗消毒、修复、染织工作室和资料室，接受全国各地出土及传世纺织文物的科学研究、鉴定测试、保护修复、仿制复制等，提供各种相关资料并培训专门人才。
- 纺织品文物保护国家文物局重点科研基地

2010年10月经国家文物局批准设立，研究方向为纺织品文物保护，设立了分析测试室、保护技术研究室、修复技术研究室和传统工艺研究室等研究单元，并设立资料信息中心、教育培训中心，开展相关技术研究、材料研发、资料研究和教育培训等工作。

## 展览陈列

### 中国丝绸的故事
- 文物厅

从丝绸的起源与发展、绚丽多彩的中国丝绸展示讲述了丝绸发展史和绚丽多姿的织染绣品。
- 服饰厅

从遵神循礼、锦衣绣服、家常日用等方面诠释丝绸服饰在古代社会的功用。展厅展现从战国至民国流行的中国传统服饰的风采。

### 天蚕灵机——中国蚕桑丝织技艺非物质文化遗产展
展示中国蚕桑丝织技艺非物质文化遗产涵盖的蚕桑、习俗、制丝、丝织、印染、刺绣技艺等内容。由中国丝绸博物馆牵头申报的“中国蚕桑丝织技艺”于2009年被联合国教科文组织列入人类非物质文化遗产代表作名录。

### 十大精品陈列评选
2004年，“中国丝绸文化”展荣获第六届全国博物馆十大陈列展览精品奖。

## 参观开放

### 开放时间
| 展馆                                                             | 开放时间                                                                             |
| ---------------------------------------------------------------- | ------------------------------------------------------------------------------------ |
| 中国丝绸故事一厅、二厅、天蚕灵机厅、织造坊、纺织品文物修复展示馆 | 周一12：00-17：00（法定假日9：00-17：00）；周二至周日9：00-17：00                    |
| 新猷资料馆                                                       | 周一13：00-17：00；周二至周五9：00-11：30，下午13：00-17：00；双休日及法定假日不开放 |

### 公共交通
乘公交12路、42路、271路、游3路至丝绸博物馆站。

### 咨询电话
0571-87035150、87035223

## 外部連結
- 官方网站